# Ministre de Correus i Telègrafs

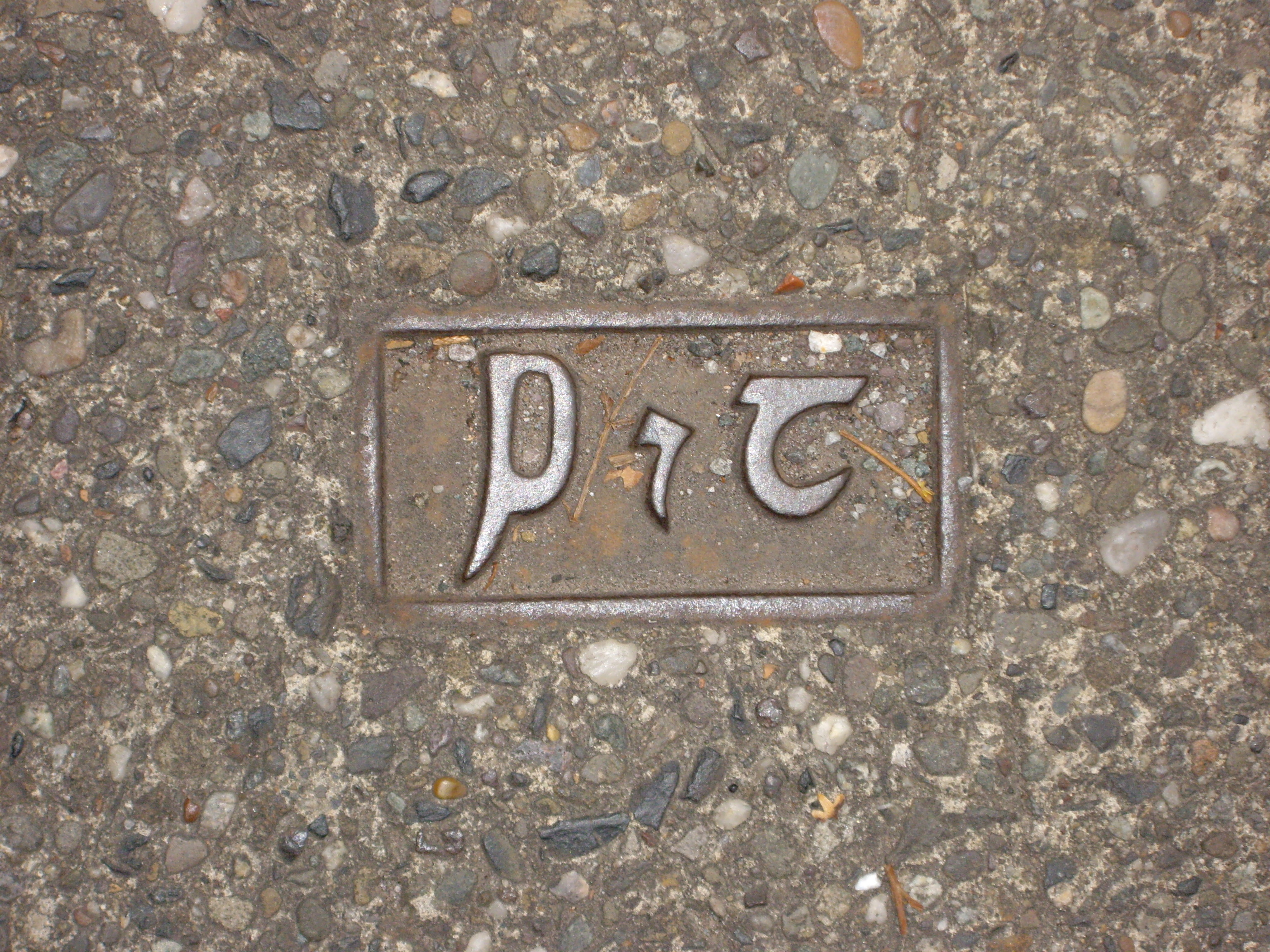
Tapa de claveguera anterior a 1984 amb el logotip P&T

El Ministre de Correus i Telègrafs (gaèlic irlandès Aire Puist agus Telegrafa; a vegades anomenat P&T o estilitzat P+T) fou un càrrec important en el govern de l'Estat Lliure d'Irlanda i en la República d'Irlanda de 1924 a 1984, quan el càrrec i del departament foren abolits.
El càrrec de Ministre de Correus i Telègrafs va ser creat per la Lei de Ministres i Secretaris de 1924, que reorganitzava el sistema sistema de govern irlandès. Assumia el rol que havia exercit el Director General de Correus del Regne Unit. La legislació de 1831 havia amalgamat els càrrecs de director general de Correus de Gran Bretanya i de Director General de Correus d'Irlanda, que uniren el seu paper sota l'administració del Lord Tinent d'Irlanda.
La Llei de Ministres i Secretaris, Secció (1), Part (ix) defineix les funcions del departament:
| «                                                       | El Departament de Correus i Telègrafs, que inclourà l'administració i els negocis en general dels serveis públics en relació amb els correus, telègrafs i telèfons, i totes les facultats, deures i funcions relacionades, i ha d'incloure, en particular, el negoci, poders, deures i funcions de les oficines i els funcionaris dels serveis públics especificats en la Vuitena Part de l'annex d'aquesta Llei, i de la qual el cap del Departament serà i serà anomenat an t-Aire Puist agus Telegrafa o (en anglès), Minister for Posts and Telegraphs. | » |
| — Llei de Ministres i Secretaris, Secció (1), part (ix) | |   |

El ministre de Correus i Telègrafs va ser responsable del servei postal d'Irlanda i dels serveis de telecomunicacions de 1924 a 1984. En el seu punt àlgid fou un dels més grans departaments públics d'Irlanda. La reforma del sector i el departament començà en 1978 amb la creació del Grup de Revisió de Correus i Telègrafs. Aquesta va lliurar un informe en 1979 pel que es va crear la Junta Provisional de Correus ad-hoc (An Bord Poist), dirigida per Feargal Quinn, i la Junta Provisional de Telecomunicacions (An Bord Telecom), dirigida per Michael Smurfit. Aquestes dues juntes continuaren fins a la seva substitució per An Post i Telecom Éireann, respectivament. Aquests organismes públics foren creats en 1984.
El ministre de Correus i Telègrafs va deixar d'existir en aquest moment, i els seus poders i responsabilitats van ser transferits al nou Ministre de Comunicacions, que va ser una de les majors reorganitzacions de l'administració pública moderna. ja que tenia una plantilla d'uns 30.000 funcionaris abans de la dissolució. Com a resultat, el nombre d'empleats de l'administració pública gairebé es va reduir a la meitat a causa de la transferència de personal.

## Llista de titulars del càrrec
| Director General de Correus 1922–1924     |                                |                        |                        |        |                           |
| Núm.                                      | Nom                            | Mandat                 | Mandat                 | Partit | Partit                    |
| 1.                                        | James J. Walsh                 | 1 d'abril de 1922      | 2 de juny de 1924      |        | Cumann na nGaedheal       |
| Ministre de Correus i Telègrafs 1924–1984 |                                |                        |                        |        |                           |
| Núm.                                      | Nom                            | Mandat                 | Mandat                 | Partit | Partit                    |
|                                           | James J. Walsh                 | 2 de juny de 1924      | 12 d'octubre de 1927   |        | Cumann na nGaedheal       |
| 2.                                        | Ernest Blythe                  | 12 d'octubre de 1927   | 9 de març de 1932      |        | Cumann na nGaedheal       |
| 3.                                        | Joseph Connolly                | 9 de març de 1932      | 8 de febrer de 1933    |        | Fianna Fáil               |
| 4.                                        | Gerald Boland                  | 8 de febrer de 1933    | 11 de novembre de 1936 |        | Fianna Fáil               |
| 5.                                        | Oscar Traynor                  | 11 de novembre de 1936 | 8 de setembre de 1939  |        | Fianna Fáil               |
| 6.                                        | Thomas Derrig                  | 8 de setembre de 1939  | 27 de setembre de 1939 |        | Fianna Fáil               |
| 7.                                        | Patrick Little                 | 27 de setembre de 1939 | 18 de febrer de 1948   |        | Fianna Fáil               |
| 8.                                        | James Everett                  | 18 de febrer de 1948   | 13 de juny de 1951     |        | Partit Nacional Laborista |
| 9.                                        | Erskine H. Childers (1st time) | 13 de juny de 1951     | 2 de juny de 1954      |        | Fianna Fáil               |
| 10.                                       | Michael Keyes                  | 2 de juny de 1954      | 20 de març de 1957     |        | Labour Party              |
| 11.                                       | Neil Blaney                    | 20 de març de 1957     | 4 de desembre de 1957  |        | Fianna Fáil               |
| 12.                                       | John Ormonde                   | 4 de desembre de 1957  | 23 de juny de 1959     |        | Fianna Fáil               |
| 13.                                       | Michael Hilliard               | 23 de juny de 1959     | 21 d'abril de 1965     |        | Fianna Fáil               |
| 14.                                       | Joseph Brennan                 | 21 d'abril de 1965     | 10 de novembre de 1966 |        | Fianna Fáil               |
|                                           | Erskine H. Childers (2n cop)   | 10 de novembre de 1966 | 2 de juliol de 1969    |        | Fianna Fáil               |
| 15.                                       | Patrick Lalor                  | 2 de juliol de 1969    | 9 de maig de 1970      |        | Fianna Fáil               |
| 16.                                       | Gerry Collins                  | 9 de maig de 1970      | 14 de març de 1973     |        | Fianna Fáil               |
| 17.                                       | Conor Cruise O'Brien           | 14 de març de 1973     | 5 de juliol de 1977    |        | Labour Party              |
| 18.                                       | Pádraig Faulkner               | 5 de juliol de 1977    | 11 de desembre de 1979 |        | Fianna Fáil               |
| 19.                                       | Albert Reynolds                | 12 de desembre de 1979 | 30 de juny de 1981     |        | Fianna Fáil               |
| 20.                                       | Patrick Cooney                 | 30 de juny de 1981     | 9 de març de 1982      |        | Fine Gael                 |
| 21.                                       | John Wilson                    | 9 de març de 1982      | 14 de desembre de 1982 |        | Fianna Fáil               |
| 22.                                       | Jim Mitchell                   | 14 de desembre de 1982 | 2 de gener de 1984     |        | Fine Gael                 |